# 千住大橋駅
千住大橋駅（せんじゅおおはしえき）は、東京都足立区千住橋戸町にある、京成電鉄本線の駅である。駅番号はKS05。足立区最南端の駅である。

## 歴史
- 1931年（昭和6年）12月19日：開設。
- 1977年（昭和52年）10月：駅構造を相対式ホーム2面2線から島式ホーム2面4線に変更[1]。
- 2002年（平成14年）10月12日：ダイヤ改正に伴い、急行廃止。普通のみ停車となる。
- 2010年（平成22年）7月17日：ダイヤ改正に伴い、快速の停車駅となる[2]。
- 2014年（平成24年）2月28日：駅前交通広場使用開始。
- 2017年（平成29年）4月：駅リニューアル工事完了。
- 2024年（令和6年）12月12日：当駅高架下の鉄骨（橋桁防護工）が落下する事故が発生、人的被害なし[3]。

## 駅構造
島式ホーム2面4線と待避設備（1・4番線）を有する高架駅。成田空港駅（現：東成田駅）乗り入れ開始と駅下を通る日光街道（国道4号）拡幅に合わせて改良工事が行われ、現在の形態となった。ホームの有効長は8両分ある。改札階とホームを結ぶエレベーターが設置されている。
以前は町屋管区傘下（助役配置）であったが、管区再編に伴い町屋より移管され、千住大橋管区（駅長配置）として町屋駅 - 堀切菖蒲園駅間各駅を管轄している。
2003年までは行灯式の接近表示器が使われていたが、以降はLED式発車標が稼動している。
上野方に下り→上りの渡り線があり、3・4番線からも上野方面へ発車出来るように信号が設置されている。
以前は急行も停車し、一部は緩急接続を行っていたが、2002年10月に行われたダイヤ改正より普通列車のみの停車となっていた。その後は朝夕時間帯において優等列車の通過待避が行われていたが、2010年7月ダイヤ改正からは快速が当駅へ停車し、再度一部列車で緩急接続が図られている。

### のりば
| 番線 | 路線     | 方向 | 行先                                              |
| ---- | -------- | ---- | ------------------------------------------------- |
| 1・2 | 京成本線 | 上り | 日暮里・京成上野方面                              |
| 3・4 | 京成本線 | 下り | 青砥・京成高砂・京成船橋・京成千葉・ 成田空港方面 |

- 内側の線路（2・3番線）が主本線、外側（1・4番線）が待避線である。

## 利用状況
2024年度の1日平均乗降人員は16,762人である。2010年頃まで長らく減少傾向が続いたが、周辺再開発により急速に回復している。近年の1日平均乗降・乗車人員の推移は以下の通り。
| 年度               | 1日平均 乗降人員 | 1日平均 乗車人員 | 出典     |
| ------------------ | ---------------- | ---------------- | -------- |
| 1974年（昭和49年） |                  | 9,645            | [ * 1 ]  |
| 1975年（昭和50年） |                  | 9,299            | [ * 2 ]  |
| 1976年（昭和51年） |                  | 9,113            | [ * 3 ]  |
| 1977年（昭和52年） |                  | 8,944            | [ * 4 ]  |
| 1978年（昭和53年） |                  | 9,034            | [ * 5 ]  |
| 1979年（昭和54年） |                  | 8,820            | [ * 6 ]  |
| 1980年（昭和55年） |                  | 8,617            | [ * 7 ]  |
| 1981年（昭和56年） |                  | 8,475            | [ * 8 ]  |
| 1982年（昭和57年） |                  | 8,197            | [ * 9 ]  |
| 1983年（昭和58年） |                  | 7,933            | [ * 10 ] |
| 1984年（昭和59年） |                  | 7,759            | [ * 11 ] |
| 1985年（昭和60年） |                  | 7,680            | [ * 12 ] |
| 1986年（昭和61年） |                  | 7,693            | [ * 13 ] |
| 1987年（昭和62年） |                  | 7,733            | [ * 14 ] |
| 1988年（昭和63年） |                  | 7,809            | [ * 15 ] |
| 1989年（平成元年） |                  | 7,716            | [ * 16 ] |
| 1990年（平成02年） |                  | 7,664            | [ * 17 ] |
| 1991年（平成03年） |                  | 7,682            | [ * 18 ] |
| 1992年（平成04年） |                  | 7,599            | [ * 19 ] |
| 1993年（平成05年） |                  | 7,480            | [ * 20 ] |
| 1994年（平成06年） |                  | 7,159            | [ * 21 ] |
| 1995年（平成07年） |                  | 6,950            | [ * 22 ] |
| 1996年（平成08年） |                  | 6,747            | [ * 23 ] |
| 1997年（平成09年） |                  | 6,543            | [ * 24 ] |
| 1998年（平成10年） |                  | 6,359            | [ * 25 ] |
| 1999年（平成11年） |                  | 6,142            | [ * 26 ] |
| 2000年（平成12年） |                  | 6,018            | [ * 27 ] |
| 2001年（平成13年） |                  | 5,920            | [ * 28 ] |
| 2002年（平成14年） | 12,179           | 5,922            | [ * 29 ] |
| 2003年（平成15年） | 12,012           | 5,859            | [ * 30 ] |
| 2004年（平成16年） | 11,562           | 5,719            | [ * 31 ] |
| 2005年（平成17年） | 11,404           | 5,635            | [ * 32 ] |
| 2006年（平成18年） | 10,575           | 5,350            | [ * 33 ] |
| 2007年（平成19年） | 10,590           | 5,272            | [ * 34 ] |
| 2008年（平成20年） | 10,873           | 5,435            | [ * 35 ] |
| 2009年（平成21年） | 10,803           | 5,408            | [ * 36 ] |
| 2010年（平成22年） | 10,429           | 5,221            | [ * 37 ] |
| 2011年（平成23年） | 10,134           | 5,074            | [ * 38 ] |
| 2012年（平成24年） | 10,758           | 5,406            | [ * 39 ] |
| 2013年（平成25年） | 11,326           | 5,707            | [ * 40 ] |
| 2014年（平成26年） | 12,949           | 6,510            | [ * 41 ] |
| 2015年（平成27年） | 14,496           | 7,296            | [ * 42 ] |
| 2016年（平成28年） | 14,992           | 7,538            | [ * 43 ] |
| 2017年（平成29年） | 15,385           | 7,729            | [ * 44 ] |
| 2018年（平成30年） | 15,882           | 7,971            | [ * 45 ] |
| 2019年（令和元年） | 16,198           | 8,124            | [ * 46 ] |
| 2020年（令和02年） | 12,896           | 6,468            |          |
| 2021年（令和03年） | 13,616           | 6,831            |          |
| 2022年（令和04年） | 14,744           | 7,411            |          |
| 2023年（令和05年） | 15,863           | 7,986            |          |
| 2024年（令和06年） | 16,762           | 8,422            |          |

## 駅周辺
駅前にあるニッピ本社敷地を中心に大規模な都市再開発が行われ、ポンテグランデTOKYO（開発拠点地区）が整備された。
- フードプラザ大橋 - 高架下の商業施設。
- 日光街道（国道4号）千住宿
- 千住大橋
- ポンテグランデTOKYO - 高層マンションを中心に複合商業施設やニッピの業務施設などで構成。
- 橋戸稲荷神社
- 千住金属工業
- 石洞美術館
- 芭蕉句碑（『奥の細道』矢立の初め）
- 東京都中央卸売市場足立市場
- 千住河原郵便局
- 素盞雄神社
- 荒川区立荒川ふるさと文化館 / 南千住図書館
- 足立区立第一中学校
- 千葉灸冶院跡
- 千住介護福祉専門学校
- 東京芸術センター
  - ハローワーク足立
  - ピーアップ本社
- 東京藝術大学千住キャンパス
- 足立公共職業安定所河原町労働出張所
- ニッコー観光バス千住営業所

### バス路線
駅前の交通広場（「千住大橋駅」停留所）からは新日本観光自動車の路線バスや羽田空港へのリムジンバス（東武バスセントラル、京浜急行バス）が発着する。
千住大橋駅（交通広場内）
- 新日本観光自動車
  - はるかぜ5号（千01）：北千住駅西側地域循環
- 東武バスセントラル・京浜急行バス
  - リムジン：羽田空港行

京成中組（日光街道上）
- 都営バス
  - 草43：浅草雷門行・浅草寿町行・三ノ輪駅前行 / 足立区役所行・千住車庫前行（浅草雷門行は平日のみ・浅草寿町行は土休日のみ）

都営バスには「千住大橋」停留所が存在するが、これは千住大橋の南詰側（荒川区南千住）に位置しており、北詰側にある当駅からは大きく離れている。

## 隣の駅
京成電鉄
 本線
■快速特急・■アクセス特急・■特急・■通勤特急
通過
■快速
日暮里駅 (KS02) - 千住大橋駅 (KS05) - 青砥駅 (KS09)
■普通
町屋駅 (KS04) - 千住大橋駅 (KS05) - 京成関屋駅 (KS06)
- 町屋駅方面の次駅は1947年までは西千住駅であった。